# Cayratia japonica
Cayratia japonica är en vinväxtart som först beskrevs av Carl Peter Thunberg, och fick sitt nu gällande namn av François Gagnepain. Cayratia japonica ingår i släktet Cayratia och familjen vinväxter.

## Underarter
Arten delas in i följande underarter:
- C. j. dentata
- C. j. mollis
- C. j. pseudotrifolia